# Devátá pevnost

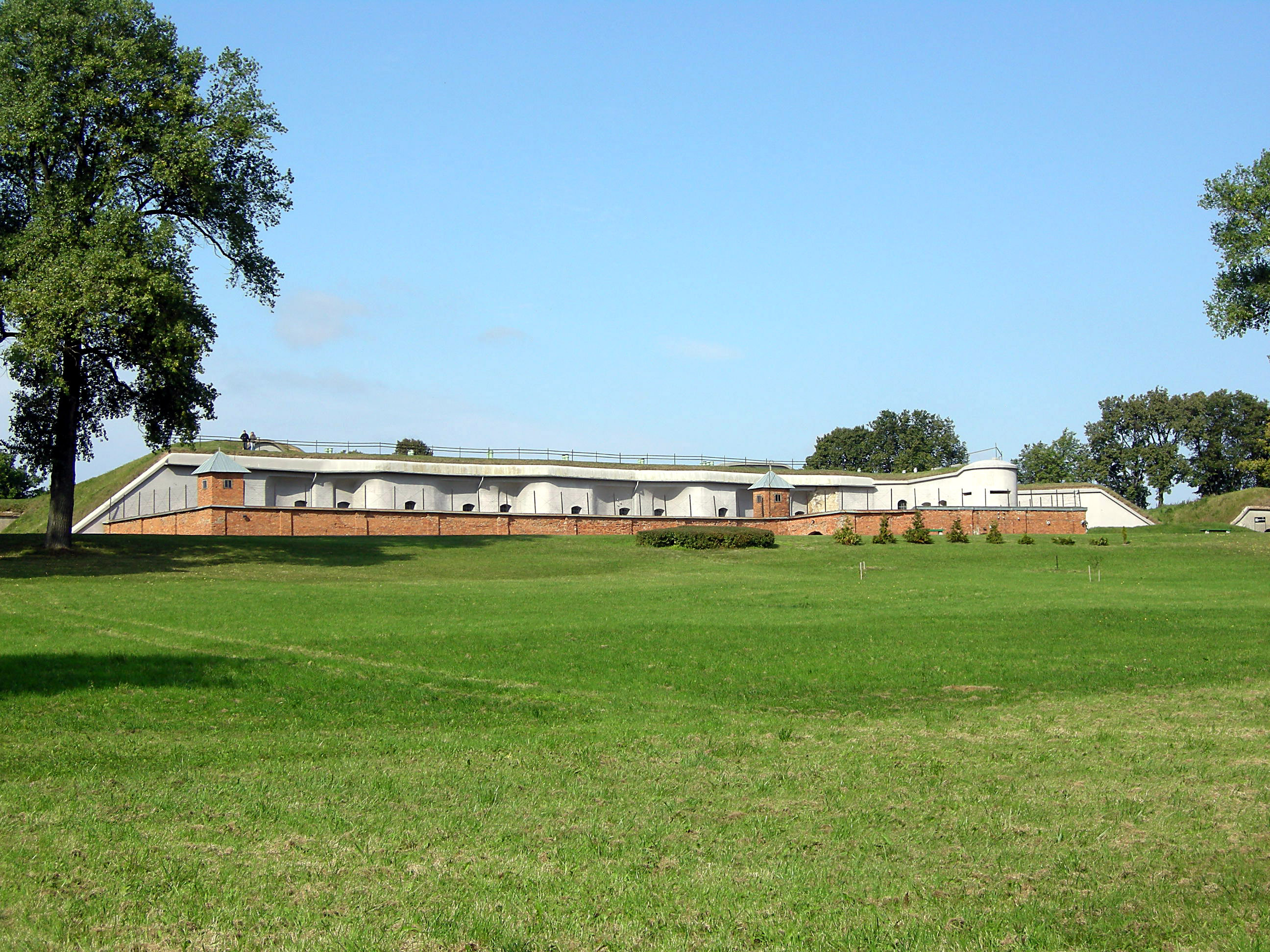
Rekonstruovaná Devátá pevnost.

Devátá pevnost  je tvrz v severní části Šilainiai elderate v litevském Kaunasu. Je součástí pevnosti Kaunas, která byla postavena na konci 19. století. Během okupace města Kaunasu a zbytku Litvy Sovětským svazem byla pevnost používána jako vězení a jako stanice pro vězně, kteří byli přepraveni do pracovních táborů. Po obsazení Litvy nacistickým Německem byla pevnost používána jako místo poprav pro Židy, zajaté sovětské vojáky a další.

## Historie

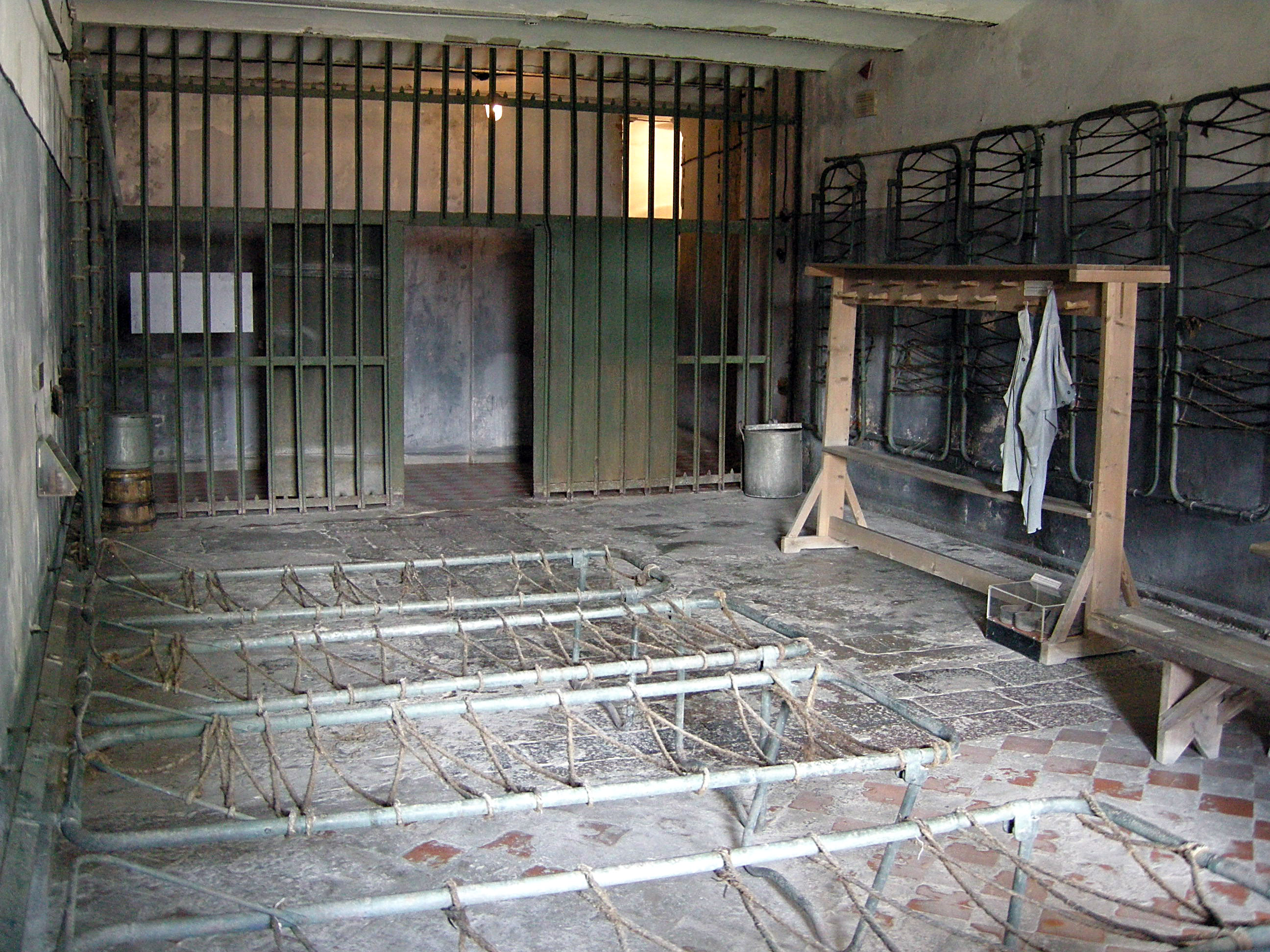
Vězeňská cela.

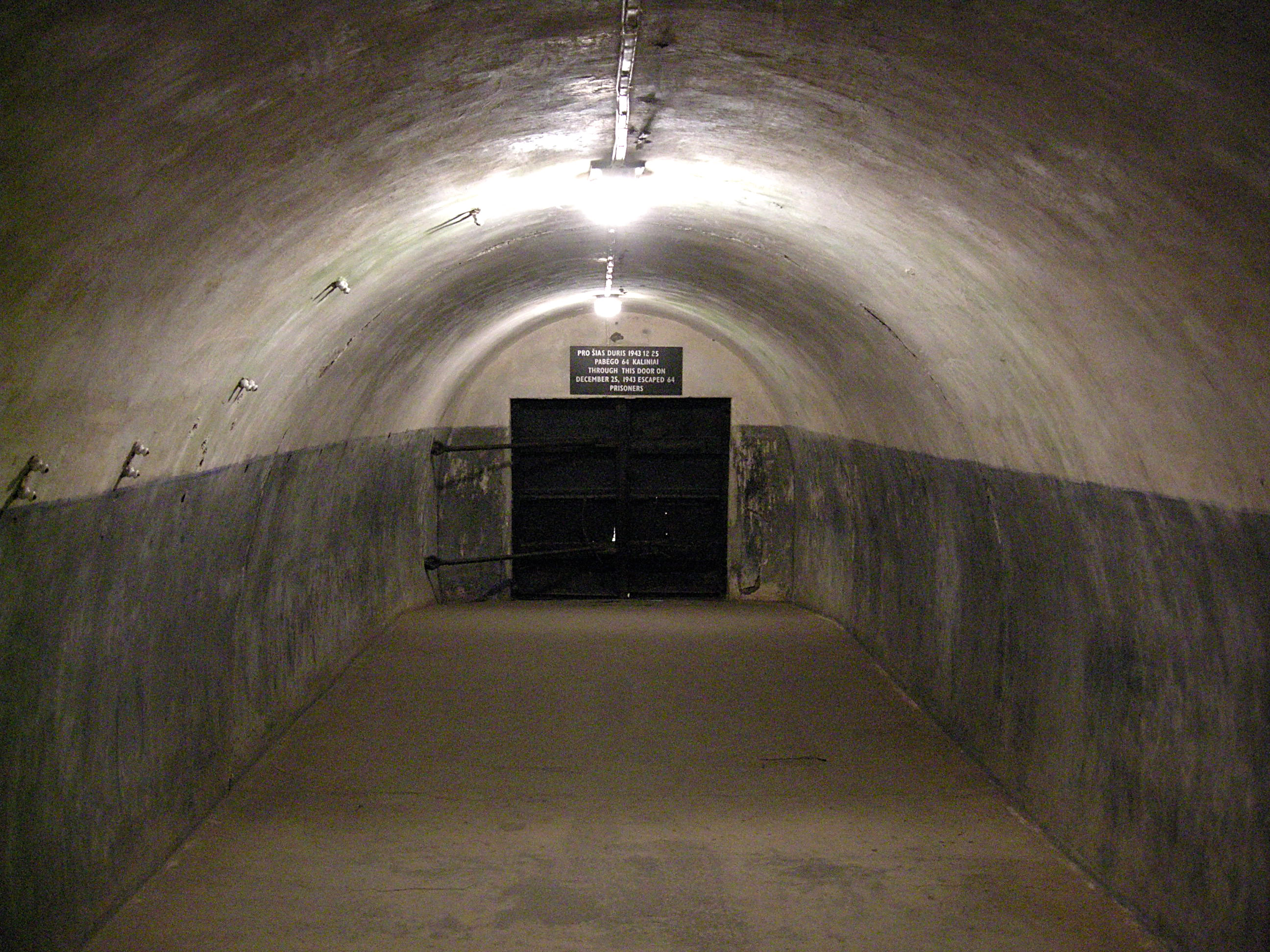
25. prosince 1943 těmito dveřmi uteklo 64 vězňů.

Na konci 19. století bylo město Kaunas opevněno a v roce 1890 bylo obklopeno osmi pevnostmi a devíti dělostřeleckými bateriemi. Výstavba Deváté pevnosti (její číselné jméno se stalo vlastním jménem) byla zahájena v roce 1902 a byla dokončena v předvečer první světové války. Od roku 1924 byla Devátá pevnost používána jako městské vězení Kaunas.
Během sovětské okupace 1940 – 1941 byla Devátá pevnost používána NKVD k umístění politických vězňů na cestě do pracovních táborů na Sibiři.
Během let nacistické okupace se Devátá pevnost stala místem masového vraždění. Nejméně 5 000 litevských Židů z Kaunasu, z velké části odebraných z městského židovského ghetta, bylo převezeno do Deváté pevnosti a zavražděno. Kromě toho byli během nacistické okupace přivedeni do Kaunasu Židé až z Francie, Rakouska a Německa, kteří byli v Deváté pevnosti popraveni. Hned jak se Sověti v roce 1944 nastěhovali, Němci zlikvidovali ghetto, které bylo známé jako „pevnost smrti“ a vězni byli rozptýleni do jiných táborů. Po druhé světové válce Sověti opět po několik let využívali Devátou pevnost jako vězení.
V roce 1958 bylo v Deváté pevnosti založeno muzeum. V roce 1959 byla připravena první expozice ve čtyřech celách, které vypovídaly o nacistických válečných zločinech prováděných v Litvě. V roce 1960 začalo objevování, sepisování a soudní šetření místních masových vražd, a to ve snaze získat informace o rozsahu těchto zločinů.

## Muzeum
Muzeum Deváté pevnosti obsahuje sbírky historických artefaktů spojených jak se sovětskými krutostmi a nacistickou genocidou, tak i s materiály týkající se dřívější historie Kaunasu a Deváté pevnosti.
Památník obětem nacismu Deváté pevnosti v Kaunasu (Litva) navrhl sochař A. Ambraziunas. Byl postaven v roce 1984 a je vysoký 32 m. Hromadným pohřebištěm obětí masakrů provedených v pevnosti je louka, která je označena jednoduchým upřímně znějícím památníkem, který je napsán několika jazyky. Říká: "Toto je místo, kde nacisté a jejich pomocníci zabili více než 30 000 Židů z Litvy a dalších evropských zemí."